# Maszyna wytrzymałościowa

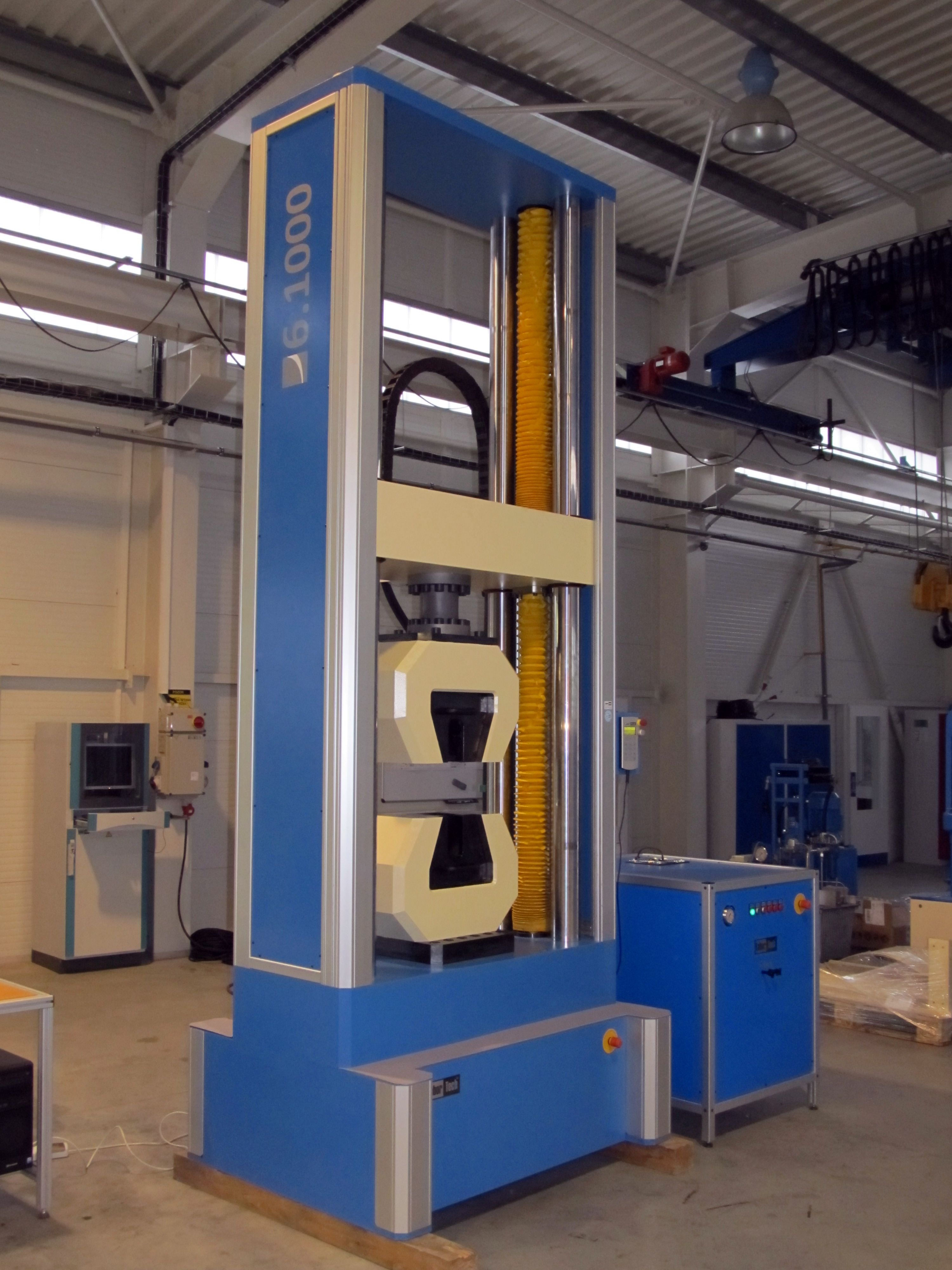
Przykładowa maszyna wytrzymałościowa 1000kN (LaborTech)

Maszyna wytrzymałościowa – jest to przyrząd służący do badania wytrzymałości materiałów. Próbka materiału poddawana jest naprężeniom prowadzącym do jej odkształcenia; mierzone są przy tym wartości sił i odkształceń.

## Podział
- Ze względu na rodzaj testowanych odkształceń

1. zrywarki – do sił rozciągających – służą do zrywania np. próbek stalowych, nici itd.
2. prasy – do sił ściskających – służą do ściskania np. próbek betonowych,
3. maszyny uniwersalne – do sił ściskających i rozciągających.

Maszyny wytrzymałościowe do sił ściskających po przezbrojeniu mogą być wykorzystywane do badania wytrzymałości na zginanie.
- Ze względu na sposób przeprowadzenia testu

1. Maszyny wytrzymałościowe do prób statycznych – wzrost naprężeń następuje powoli w czasie; zakłada się, że zależność odkształcenia od przyłożonej siły jest stała w czasie
2. Maszyny wytrzymałościowe do prób dynamicznych – różnią się od statycznych krótkotrwałym działaniem przykładanej siły. W odróżnieniu od prób statycznych, dynamiczne badanie wytrzymałości wymaga rejestracji nie tylko wartości przykładanej siły, ale również czasu trwania udaru; badane materiały, takie jak kompozyty, polimery, zmieniają swoje własności fizyczne w trakcie udaru, przez co ich wytrzymałość zależy istotnie nie tylko od wartości przyłożonej siły, ale również od czasu jej działania.

## Normalizacja
- ASTM E4: Practices for Force Verification of Testing Machines
- ASTM E74: Practice for Calibration of Force Measuring Instruments for Verifying the Force Indication of Testing Machines
- ASTM E83: Practice for Verification and Classification on Extensometer Systems
- ASTM E1012: Practice for Verification of Test Frame and Specimen Alignment Under Tensile and Compressive Axial Force Application
- ASTM E1856: Standard Guide for Evaluating Computerized Data Acquisition Systems Used to Acquire Data from Universal Testing Machines
- JIS K7171: Standard for determine the flextural strength for plastic material & products
- ISO 5893: Rubber and plastics test equipment - Tensile, flexural and compression types - Specification
- EN ISO 6892-1: Metallic materials - Tensile testing - Part 1: Method of test at room temperature
- EN ISO 7500-1/-2: Metallic materials - Verification of static uniaxial testing machines -   Part 1: Tension/compression testing machines - Verification and calibration of the force-measuring system; Part 2: Tension creep testing machines - Verification of the applied force